# Potigrafu
Potigrafu – wieś w Rumunii, w okręgu Prahova, w gminie Gorgota. W 2011 roku liczyła 1337 mieszkańców.